# Sabine Hinkelmann
Sabine Hinkelmann (* 19. Juni 1960 in Berlin) ist eine ehemalige deutsche Ruderin. 

## Sportliche Karriere
Sabine Hinkelmann ruderte für die Frankfurter Rudergesellschaft Germania 1869. Beim Deutschen Meisterschaftsrudern gewann Hinkelmann den Meistertitel im Vierer mit Steuerfrau 1980 und 1984.
Hinkelmanns internationale Karriere begann bei den Junioren-Weltmeisterschaften 1978, als sie Vierte mit dem Achter wurde. 1979 ruderte Hinkelmann bei den Weltmeisterschaften in der Erwachsenenklasse und wurde Achte mit dem Achter. 1984 bei den Olympischen Spielen 1984 in Los Angeles erreichten Heike Neu, Sabine Hinkelmann, Kerstin Rehders, Angelika Beblo und Steuerfrau Heidrun Barth den sechsten Platz im Vierer. Alle Crewmitglieder ruderten auch im deutschen Achter, der ebenfalls den sechsten Platz belegte.
Ihre Tante Renate Hinkelmann war mehrfach deutsche Meisterin im Rudern.